# 福岡市道博多駅前線
福岡市道博多駅前線（ふくおかしどうはかたえきまえせん）は、博多駅の西側（「博多口」）に駅前広場と共に接し、駅から放射線状に広がる複数の幹線道路に接続する福岡市の市道（幹線一級及び二級市町村道）である。博多駅中央街、博多駅前及び祇園町に跨り、沿線には公共公益施設、業務施設、商業施設などが集積する。

## 概要
この路線の特徴は、都市計画において、天神などと共に「都心部」の中にある博多駅周辺の中央部において、鉄道、路線バス、高速バス、タクシーなどの複数の交通ネットワークの集合地点にあり、交通結節点の一部を形成していることである。
この路線には3つの福岡市道路愛称がつけられた区間があり、博多駅東交差点から博多駅バスターミナル前交差点までの区間（幹線一級）は空港通りの西端の一部にあたり、博多駅バスターミナル前交差点から博多駅前三丁目交差点までの区間（幹線一級）は住吉通りの東端の一部にあたり、この路線の幹線一級と幹線二級との交差点から祇園町西交差点までの区間（幹線二級）ははかた駅前通りの全部にあたる。

## 接続する主な通り
| 交差する道路                                 | 市町村名 | 市町村名 | 交差する場所   | 交差する場所                         |
| -------------------------------------------- | -------- | -------- | -------------- | ------------------------------------ |
| 国道385号（空港通り、竹下通り）              | 福岡市   | 博多区   | 博多駅中央街   | 博多駅東交差点、幹線一級の起点       |
| 福岡市道博多駅五十川線（）（竹下通り）       | 福岡市   | 博多区   | 博多駅中央街   | 博多駅東交差点、幹線一級の起点       |
| 福岡県道43号博多停車場線（大博通り）         | 福岡市   | 博多区   | 博多駅前二丁目 | 博多駅バスターミナル前交差点         |
| 博多停車場東本町線（大博通り）               | 福岡市   | 博多区   | 博多駅前二丁目 | 博多駅バスターミナル前交差点         |
| 博多駅前線（幹線二級）                       | 福岡市   | 博多区   | 博多駅前三丁目 | （名称なし交差点）                   |
| 福岡市道博多駅草ヶ江線（筑紫通り、住吉通り） | 福岡市   | 博多区   | 博多駅中央街   | 博多駅前三丁目交差点、幹線一級の終点 |

| 交差する道路                                      | 市町村名 | 市町村名 | 交差する場所   | 交差する場所                       |
| ------------------------------------------------- | -------- | -------- | -------------- | ---------------------------------- |
| 博多駅前線（幹線一級）                            | 福岡市   | 博多区   | 博多駅前三丁目 | （名称なし交差点）、幹線二級の起点 |
| 福岡市道御供所井尻3号線（通称：「こくてつ通り」） | 福岡市   | 博多区   | 博多駅前三丁目 | 博多警察署入口交差点               |
| 福岡市道堅粕西新1号線（国体道路）                 | 福岡市   | 博多区   | 祇園町         | 祇園町西交差点、幹線二級の終点     |
| 国道202号（国体道路）                             | 福岡市   | 博多区   | 祇園町         | 祇園町西交差点、幹線二級の終点     |

## 接続、近接する主な施設
- 博多駅
- 博多バスターミナル
- 博多駅地下街
- JR博多シティ（アミュプラザ博多、博多阪急等）
- 博多警察署博多駅前警部交番[注釈 6]
- KITTE博多（博多マルイ等）
- JRJP博多ビル（博多郵便局等）
- 博多区役所（福岡市役所が設置する博多区の事務所[注釈 7]）
- 博多警察署
- キャナルシティ博多
- 櫛田神社前駅
- ぽんプラザホール